# Стара Донгола
Стара Донгола (араб. دنقلا القديمة) — руїни стародавнього міста середньовічної Нубії в сучасному Судані. Місто було розташоване на східному березі Нілу, в місці початку караванів через пустелю на захід в райони Дарфура і Кордофана. З IV по XIV століття Донгола була столицею держави Мукурра. У XIX столітті населення цього регіону перемістилося вниз за течією Нілу приблизно на 80 кілометрів, де зараз знаходиться місто Донгола.

## Історія

### Зародження міста
Місто зародилося в IV–V століттях н. е. спочатку як фортеця, навколо якої утворилося міське поселення. З поширенням у Нубії християнства Донгола стає столицею держави Мукурра, в ній ведеться будівництво кількох церков. За 100 м від стародавніх міських мурів археологами розчищені залишки двох церков, названі Будовою X і Церквою з кам'яним тротуаром. Це значило, що місто розросталося від первісної фортеці. Пізніше, будова названа Старою Церквою була побудована на місці Будівлі X.

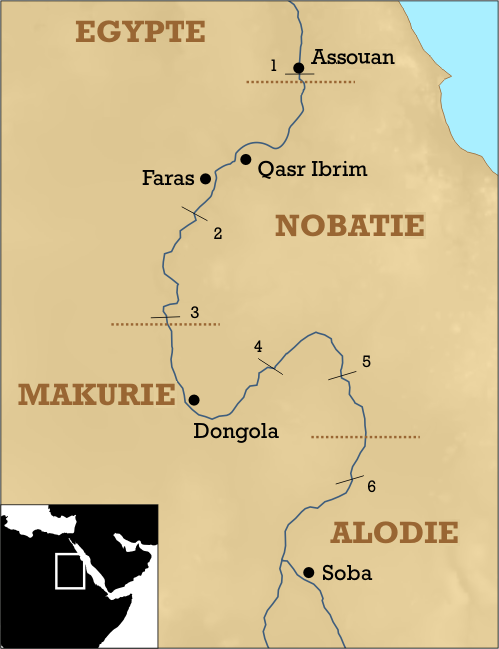
Стара Донгола на карті Нубії

У середині VII століття обидві церкви були зруйновані, але незабаром відбудовані заново. Будівельні матеріали зі зруйнованої Старої Церкви були використані на будівництві нових міських мурів. Археологи пов'язують руйнування з Першою битвою в Донголі (642 рік) і з Другою битвою в Донголі (652 рік). Наприкінці VII століття Церква Гранітних Колон була побудована на місці Старої Церкви. Оточена шістнадцятьма гранітними колонами з пишними капітелями, Церква Гранітних Колон ймовірно була кафедральною церквою Донголи.

### Розквіт міста
На X століття доводиться розпал будівельних робіт: на місці Церкви з кам'яним тротуаром будується грандіозна церква з хрестом в перерізі. Цим же часом датуються ще кілька церков, два палаци і кілька монастирських будівель на півночі міста. Розкопані також кілька багатих будинків з ваннами і розписами на стінах. Книга знань — дорожні нотатки іспанського ченця, що датуються трохи пізніше 1348 року, згадують генуезьких купців, які осіли в Донголі. Можливо, генуезці проникли в Донголу в результаті торгової угоди між Єгиптом і Генуєю в 1290 році.

### Занепад міста

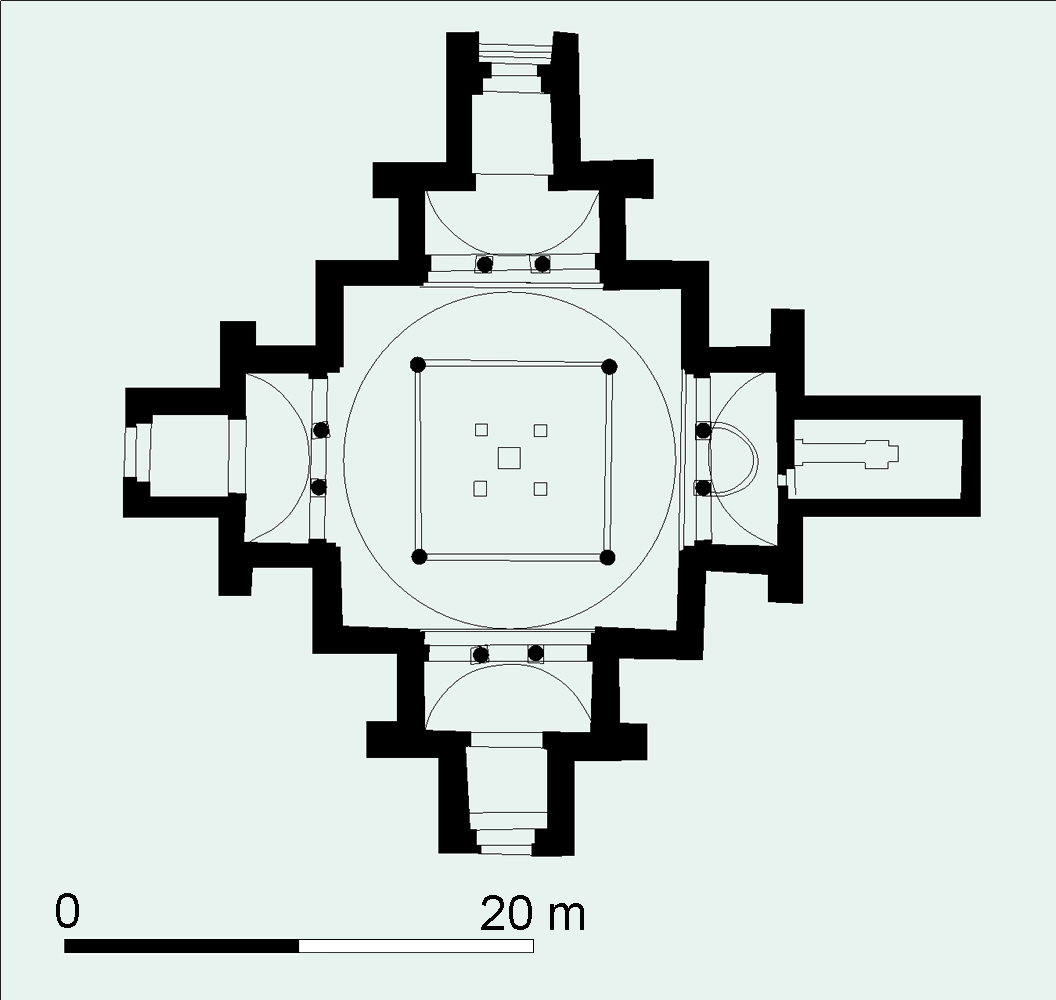
Церква з хрестом в перерізі (план), Стара Донгола

На XIII і XIV століття припадає час занепаду міста. Місто було завойоване арабами. В одному з палаців видно, що тронна зала в цей час була перероблена в мечеть. Збереглася стела Сайф аль-Дін Абдулли Баршамби, що датується 1317 роком і вважається зведеною на честь намісника султана Єгипту Абдулли (можливо, нубійця-мусульманина), приведеного до влади в результаті військової експедиції, відправленої султаном.
За часів султанату Сеннар Донгола мала статус столиці північної провінції султанату. Французький мандрівник Чарльз Понсе в 1699 році відвідав  Донголу, про яку писав, що місто розташоване на піщаному відрогу пагорба: «Будинки побудовані кепсько, вулиці наполовину занесені піском з відрогів гір. У самому центрі міста знаходиться велика фортеця. Але її укріплення несучасні. Вони покликані відлякувати арабів, які б'ються виключно на відкритих місцевостях.».

## Розкопки
Розкопками міста займалася польська експедиція починаючи з 1964 року.